# Piploda (stato)
Lo Stato di Piploda fu uno stato principesco del subcontinente indiano, avente per capitale la città di Piploda.

## Storia
Lo stato di Piploda venne fondato nel 1547 da Rawat Sawalsinghji, uno dei figli del Rawat di Mandawal, come principato feudale dello Stato di Jaora. Nel 1924 Piploda divenne uno stato separato. L'ultimo regnante, aderì all'Unione Indiana il 15 giugno 1948, e Piploda divenne parte del Distretto di Ratlam dello stato di Madhya Bharat.

## Governanti
I governanti dello stato di Piploda ebbero il titolo di thakur sino al 1863, venendo poi promossi al titolo di maharawat sino al 1888 e poi a quello di rao.

### Thakurs
- .... - ....                Sadal Singh
- 1820 - 18..                Prithvi Singh
- 18.. - 18..                Umed Sigh
- 18.. - 12 novembre 1863         Onkar Singh                        (m. 1863)

### Maharawat
- 30 novembre 1863 – 26 ottobre 1888  Dulai Singh                        (n. 1852 - m. 1888)

### Raos
- 8 novembre 1888 -  4 novembre 1919  Kesri Singh                        (n. 1872 - m. 1919)
- 5 novembre 1919 - 1936         Mangal Singh                       (n. 1893 - m. 1936)
- 1936 - 15 giugno 1948         Raghuraj Singh